# Mare Nostrum

Địa Trung Hải, "Mare nostrum", được bao quanh bởi những lãnh thổ của Đế quốc La Mã năm 117 trước công nguyên.

Mare Nostrum (Biển của chúng ta theo tiếng Latin) là một cái tên của người La Mã đặt cho biển Địa Trung Hải. Sau khi nước Ý thống nhất vào năm 1861, thuật ngữ này được những phần tử dân tộc chủ nghĩa Ý sử dụng lại với niềm tin rằng nước Ý là quốc gia thừa kế đế chế La Mã, và cần phải tìm cách kiểm soát những vùng lãnh thổ cũ của La Mã trước kia tại vùng Địa Trung Hải.